# Sietske Bergsma
Sietske Bergsma (30 oktober 1978) is een Nederlands juriste en publiciste. Zij is bekend van opiniërende columns in ThePostOnline. Ook produceert zij videocolumns en -interviews.

## Biografie
Bergsma studeerde van 1998 tot 2004 rechtsgeleerdheid aan de Universiteit Leiden en is hier een promotietraject gestart onder begeleiding van Andreas Kinneging waar ze het geweldsmonopolie van de overheid onderzocht. Van 2005 tot 2007 was zij universitair docent strafrecht aan de Universiteit Leiden en de Universiteit van Amsterdam. Van 2007 tot 2010 werkte Bergsma als strafrechtadvocaat en advocaat in familiezaken. Ook was zij in 2012 secretaris van de vereniging Beter Onderwijs Nederland.
Bergsma begon haar loopbaan als opiniërend publicist bij Jalta.nl in 2010, waar ze in 2016 opstapte. Sindsdien publiceert zij bij ThePostOnline, en publiceert zij videocolumns en -interviews op haar eigen YouTube-kanaal, het YouTube-kanaal van uitgeverij De Blauwe Tijger, en op haar eigen website The Fire Online en heeft ze meegewerkt aan interviews bij Café Weltschmerz.
Met de Nederlandse onafhankelijke film- en documentairemaker Marijn Poels publiceerde Sietske Bergsma een serie gesprekken op YouTube. Voorts werkte zij mee aan diens documentaire Paradogma (2018).
Sinds 10 maart 2021 is zij secretaris bij Stichting Moederhart.

## Opvattingen
Bergsma zegt haar geloof in de parlementaire democratie te hebben verloren. Het gelijkheidsideaal en de multiculturele samenleving ziet zij als vervormingen van de werkelijkheid. Het establishment en de mainstream journalistiek werken volgens haar mee aan die vervorming, door critici weg te zetten als islamofoob of antidemocratisch. Bergsma waarschuwt voor een verondersteld gebrek aan open debat op universiteiten. Antisemitische incidenten worden volgens haar in Duitsland vaak ten onrechte aan extreemrechts toegeschreven, terwijl antisemitische tendensen uit islamitische kringen volgens haar door de Duitse politie worden gebagatelliseerd.
Haar opvattingen over coronavaccins en de volgens haar daarmee gepaard gaande schade hebben geleid tot een samenwerking met Gideon van Meijeren van het Forum voor Democratie in een onderzoek naar vermeende misstanden bij vaccinaties van kinderen door de GGD.
Opvattingen van Bergsma worden door Vrij Nederland aangeduid als nieuwrechts. NRC Handelsblad noemde haar "anti-links". De Volkskrant ziet in Bergsma een "binnen reactionair-rechts aan de weg timmerende publicist".
Eind februari 2022 heeft Bergsma op Twitter kenbaar gemaakt  dat ze zich niet kan vinden in het algemeen gangbare mening over de Russische invasie van Oekraïne in 2022.

### Kritiek
Politicoloog en publicist Joshua Livestro verwijt Bergsma dat zij met haar werk over gaslighting lezers aanzet om te geloven in complottheorieën. De Nederlandse historicus Ewout Klei verwijt Bergsma dat zij islamofobie verspreidt en dat zij cultuurmarxisme in een folder over transseksualiteit voor 4-jarigen zou zien.

## Persoonlijk
Van 2015 tot 2020 woonde Bergsma met haar gezin in Berlijn.